# Tump
Tump – miasto w Pakistanie, w prowincji Beludżystan. W 2017 roku liczyło 48 343 mieszkańców.